# Brigetio
Brigetio také Bregaetium bylo jedno z hlavních římských caster v Dolní Panonii. Nacházelo se na tehdejší Limes Romanus v blízkosti Dunaje, východně od řeky Arrabo, na cestě z Carnunta do Aquinca, v místech východně od dnešní Szőny, která je od roku 1977 součástí maďarského města Komárom.
Od roku 86 do konce 4. století zde sídlila římská legie Legio I Adiutrix. Ve druhé polovině 4. století bylo Brigetio ohrožováno germánským kmenem Kvádů, který měl svá území na sever od Dunaje, na území dnešního Slovenska. V roce 374 zde byl na příkaz Ammiana Marceellina zavražděn kvádský král Gabinius, což jeho soukmenovce a jejich sarmatské spojence podnítilo k překročení Dunaje a ke zpustošení Panonie a Moesie. O rok později v roce 375 chtěl zde vyhrocenou situaci řešit sám římský císař Valentinianus I., který se zde při cestě z Carnunta do Aquinca zastavil. Při jednání s Kvády ho 17. listopadu roku 375 postihla apoplexie na jejíž následky zde zemřel.